# Rapid Manufacturing
Rapid Manufacturing (im Deutschen auch Schnelle Fertigung) bezeichnet Methoden und Produktionsverfahren zur schnellen und flexiblen Herstellung von Bauteilen und Serien mittels werkzeugloser Fertigung direkt aus den CAD-Daten. Verwendete Materialien sind Glas, Metall, Keramik, Kunststoffe und neue Materialien (wie UV härtendes Sol-Gel, siehe zum Beispiel Multi Jet Modeling).
Rapid Manufacturing wird im Bereich der parallelen Herstellung von Mikrobauteilen und Systemen für größere Bauteile eingesetzt. 
Durch die Möglichkeit, noch vor der Fertigung über eine Simulation das Produkt bereits im virtuellen Stadium (3D-Daten, CIM) zu analysieren und zu optimieren, sowie durch die breite Materialauswahl und den Abfall vermeidenden effektiven Materialeinsatz entstehen für die Unternehmen vielfältige Möglichkeiten, Produkte nicht nur sehr schnell entsprechend den individuellen Kundenanforderungen auszulegen und zu entwickeln, sondern auch mit Hilfe der additiven Fertigungsverfahren kostengünstig zu produzieren. Aktuelle Forschungen zeigen, dass bereits heute bei entsprechender Anzahl Verfahren des Rapid Manufacturing für den direkten Einsatz in der Produktion billiger produzieren können als herkömmliche Fertigungsverfahren. Aus Zeit- und Beschaffungssicht mag es in manchen Fällen ebenfalls von Vorteil sein, dringend benötigte Teile für die Instandhaltung in-house selbst herzustellen. 
Neue Felder sind im Bereich der Biotechnologie (etwa Lab on a Chip), der Dentalmedizin und der Hörgerätetechnik entstanden. Da beim Rapid Manufacturing immer die direkte Herstellung des Endprodukts im Mittelpunkt steht, unterscheidet es sich grundlegend von Rapid Prototyping und Rapid Tooling.